# Marlien De Jans
 Marlien De Jans  (30 september 1991) is een Belgische atlete, die gespecialiseerd is in de sprint. Zij werd eenmaal Belgisch kampioene.

## Loopbaan
De Jans werd in 2018  Belgisch kampioene op de 400 m. Ze is aangesloten bij AC Deinze.

## Belgische kampioenschappen
Outdoor
| Onderdeel | Jaar |
| --------- | ---- |
| 400 m     | 2018 |

## Persoonlijke records
Outdoor
| Onderdeel | Prestatie | Wind     | Datum       | Plaats   |
| --------- | --------- | -------- | ----------- | -------- |
| 200 m     | 24,30 s   | +1,0 m/s | 5 juli 2014 | Oordegem |
| 400 m     | 54,39 s   |          | 26 mei 2018 | Oordegem |

Indoor
| Onderdeel | Prestatie | Datum        | Plaats |
| --------- | --------- | ------------ | ------ |
| 200 m     | 24,63 s   | 5 maart 2011 | Gent   |

## Palmares

### 200 m
- 2009:  BK indoor AC - 25,13 s
- 2011:  BK AC - 24,19 s

### 400 m
- 2018:  BK AC - 54,92 s